# Cisalpinismo
El Cisalpinismo  —derivado «de este lado de las montañas»— fue un movimiento entre los católicos ingleses, que argumentaba que el catolicismo debía respetar la autoridad suprema del papa, mientras que no se basara en su dominio. De hecho el cisalpinismo se podía comparar cómo la forma inglesa del galicanismo, ambos movimientos defendían la no intervención de la Iglesia en todo lo referente a los asuntos civiles que correspondían únicamente al Estado, y también defendían la independencia de la Iglesia de la sumisión al Estado en la cuestión religiosa.
Esta visión tradicionalista pero no autoritaria del catolicismo era un hecho común a finales del siglo XVIII y principios del XIX y destacaba la dimensión inglesa y romana de la iglesia católica en Inglaterra. Este punto de vista sostenía que la lealtad a la Corona inglesa no era incompatible con la lealtad al papa. El cisalpinismo buscó alojamiento de la Iglesia católica inglesa dentro del estado protestante en el siglo XVIII, cuando las leyes penales que perseguían a la Iglesia católica aún estaban en activo en el lugar. En 1782 treinta laicos católicos se reunieron para escoger un «Comité Católico» compuesto por cinco personas.
Según Maude D. Petre:

El cisalpinismo, pese a lo que podrían decir sus adversarios, los ultramontanos, fue uno de los mejores testimonios sobre el valor del papado, porque combinaba la fe y la lealtad con la crítica y la independencia de juicio; el cisalpinismo creía que el papado era una institución santa y esencial para la unidad de la Iglesia a pesar de los vicios y faltas de las personas que la representaran.
-M.D. Prete (1928)